# Windfall (serie televisiva)
Windfall è una serie televisiva statunitense, andata in onda per una sola stagione e 13 episodi sulla NBC.

## Trama
La serie è incentrata su un gruppo di persone che vince alla lotteria una cifra enorme, destinata a cambiare le loro vite.

## Personaggi e interpreti

### Personaggi principali
- Frankie Towsend, interpretata da Alice Greczyn e doppiata da Veronica Puccio.
- Damien Cutler, interpretato da Jon Foster e doppiato da Fabrizio De Flaviis.
- Cameron Walsh, interpretato da Jason Gedrick e doppiato da Riccardo Rossi.
- Beth Walsh, interpretata da Sarah Wynter e doppiata da Barbara De Bortoli.
- Kimberly George, interpretata da Malinda Williams
- Maggie Hernandez, interpretata da Jaclyn DeSantis.
- Sean Mathers, interpretato da D. J. Cotrona e doppiato da Roberto Gammino.
- Nina Schaefer, interpretata da Lana Parrilla e doppiata da Eleonora De Angelis.
- Peter Schaefer, interpretato da Luke Perry e doppiato da Massimo De Ambrosis.

### Personaggi secondari
- Sunny van Hattern, interpretata da Nikki DeLoach.
- Tally Reida, interpretata da Peyton List.
- Dave Park, interpretato da Jonathan LaPaglia.
- Zoe Reida, interpretata da Sarah Jane Morris.

## Episodi
| Stagione       | Episodi | Prima TV originale | Prima TV Italia |
| -------------- | ------- | ------------------ | --------------- |
| Prima stagione | 13      | 2006               | 2010            |